# Dobai Péter
Dobai Péter (Budapest, 1944. augusztus 12. –) a Nemzet Művésze címmel kitüntetett, Kossuth-díjas és József Attila-díjas (1976) magyar költő, író, forgatókönyvíró, dramaturg. A Mafilm dramaturgja és a Balázs Béla Stúdió filmrendezője. A Magyar Művészeti Akadémia tagja (1992).

## Életpályája
Barth Péter és Wlk Klára házasságából született (vezetéknevét nevelőapja után kapta). 1963-ban érettségizett az Eötvös József Gimnáziumban, matematika szakos osztályban. 1970-ben az Eötvös Loránd Tudományegyetem Bölcsészettudományi karán olasz nyelv és irodalom, valamint filozófia és általános nyelvészet szakon középiskolai tanári diplomát szerzett.
Érettségi után három évig (1963–1965) hajózott a DETERT tengerjáró hajóin, a Földközi-, az Északi- és a Balti-tengeren. Hajókormányosi képesítéssel szerelt le. 1970–1994 között a MAFILM-nél dolgozott mint rendezőasszisztens, később mint dramaturg és forgatókönyvíró (Hunnia Filmstúdió, Hétfői Műhely stb.). 1973–1974 között Kubában volt ösztöndíjas.
Tagja a Magyar Írószövetségnek, a Magyar Írók Egyesületének, a Magyar PEN Club Intézőbizottságának, a Magyar Film- és TV-művészek Szövetségének, a Forgató-könyvírók Céhének, s 1992 óta Magyar Művészeti Akadémiának.

## Művészete
Korai lírája intellektuális jellegű, teóriával közeledik a világhoz és a nyelvhez. Verseit az objektivitás és az indulati kettősség jellemzi. Stílusa modern, újító jellegű. Későbbi költeményei ezt a filozofikus karaktert megőrizve természetes lendületű, nagyon személyes, "gondolkodó" vagy elbeszélő "emlék" versekké, egyúttal "érzelem-gondolatokká" mélyülnek. Erőteljes szerelemi lírája mellett, illetve azokban különleges átéltségben jelennek meg, s emelkednek egyetemes jelentésűvé, lelki tartalommá a magyar- és világtörténelem, irodalom, kultúra és civilizáció alkotásai, helyszínei és alakjai. 
Miközben novellái és kisregényei inkább a "hétköznapi" életről szólnak, mintegy a költői témák prózai műfajában, addig parabolikus regényeiben, filmforgatókönyveiben a történelmet hívja hivatkozási alapnak. Fiktív történetkoncepcióit eredeti dokumentációval közvetíti. Fontos szellemi jelentősége van még tanulmányainak, esszéinek (Pasoliniről, festőkről, fotóművészek alkotásairól, filmekről, magyar avantgárdról stb.).
2016-ban Morsányi Bernadett írt róla monográfiát Egyedül szembejövet – Dobai Péter (és) művészete címmel, amely az L'Harmattan Kiadó gondozásában látott napvilágot.

## Művei (válogatás)

A Szép versek antológiában megjelent portréinak egyike
Csigó László felvétele

- Pilótatemető / Foro Italico / Egy város kapujában / Jelentés / Andante / Egy Rouault kép előtt / Ablakból / Virradó / Önarckép sugárban / Akt sugárban / Délután / Vitorláson / Ébredő / Félelem (versek), 1968 (in: Első ének – fiatal költők versei)
- Alapműveletek (novella), 1971 (in: Ahol a sziget kezdődik – fiatal prózaírók antológiája)
- Hétfő és konyhák (novella), 1971 (in: Holnap – fiatal írók antológiája)
- Kilovaglás egy őszi erődből; Szépirodalmi, Bp., 1973
- Csontmolnárok. Egy múlt századi magyar regény; Magvető, Bp., 1974
- Tartozó élet (regény), 1975, 1978
- Egy arc módosulásai (versek), 1976
- Játék a szobákkal (novellák), 1976
- 1964 / Sziget (napló-regény), 1977
- Imago (novella), 1977 (in: Körkép 1977)
- Tékozló fiú / Vincent van Gogh intenzív világa / A rábeszélések sátra / Che Guevera / Sisakarc / Dél a Dunán / Elválás Kuba szigetétől / Uta szobra a naumburgi dómban / Édent / Sziget vagy (versek), 1977 (in: Tengerlátó)
- Sakktábla, két figurával (novellák), 1978
- Hanyatt (versek), 1978
- Szippantó (novella), 1978 (in: Körkép 1978)
- Lavina (regény, irodalmi forgatókönyv), 1980, Fehér Györggyel (Rakéta Regénytár)
- Budapest – 71 színes képpel (album), 1980, 1983, 1984, 1986
- Se szó, se törvény [Rosszemberek] (irodalmi forgatókönyv), 1981, Szomjas Györggyel
- Kulcscsomó és háló (novella), 1981 (in: Körkép 1981)
- Vadon (regény), 1982
- Egy szabad nő [Háromszögtan] (regény, irodalmi forgatókönyv), 1983 (Rakéta Regénytár)
- Archaikus torzó – Forgatókönyvek, tanulmányok, 1983
- Buda-Duna-Pest (elbeszélés), 1983
- A vadász (novella), 1983 (in: Körkép 1983)
- Redl ezredes – forgatókönyv (forgatókönyv), 1984, Szabó Istvánnal
- Az Éden vermei (versek), 1985
- A birodalom ezredese – Alfred Redl élete (regény), 1985
- Az Éden vermei (versek), 1985 (in: Költői jelenlét 1985)
- Ív (regény), 1988 (Rakéta Regénytár)
- Lendkerék (regény), 1989
- Válogatott versek – ...de én tudom, hogy emlékezik, s nem tudja, hogy emlékezik (versek), 1989
- Margit / Margaréta (versek), 1989 (in: Margit)
- Egy uniformis öngyilkossága / Redl ezredes (irodalmi forgatókönyv), 1990
- Vitorlák emléke 1979–1994 (versek), 1994
- Önmúltszázad (versek), 1997
- Rimbaud Abesszíniában (válogatás), 1998 (szerkesztés)
- Párbaj, tükörben. Összegyűjtött novellák; Littera Nova–Accordia, Bp., 2000
- Versek egy elnémult klavírra – nemes és nemzetes Dukai Takách Judit késő rokokó és kora biedermeier styljében (versek), 2002
- Angyali agresszió. Írások Pier Paolo Pasoliniról és a filmről; Nagyvilág, Bp., 2002 (Nagyvilág esszék)
- Fiúleány (regény) – munkafolyamatban
- Ma könnyebb, holnap messzebb (versek), 2003
- "Barth hadapród, becsületszavamra, visszatér a nyár!" (versek), 2005
- Becsomagolt tengerek / Nemlétünkben nem lesz halál (versek), 2007 (in: Szép versek 2007)
- Emlékek jövőidőben (versek), 2008
- Latin lélegzet. Itáliai versek és képek. Dobai Péter versei és Máté Mária fotói; Kráter, Pomáz, 2010
- Emlék az ember – előrehagyott versek (versek), 2011
- Belvedere (versek), 2014
- A filozófiát akartam hazának / Farsang és feltámadás / Úszómesterek kanálisvízben (versek), 2014 (in: Az év versei 2014)
- Voltam élni. Válogatott versek; Tipp Cult, Bp., 2017 (P'art könyvek)
- Dear India. Irodalmi forgatókönyv; rend. Sára Sándor; MMA, Bp., 2018 (Láthatatlan filmtörténet)
- Magyar kereszt. Irodalmi forgatókönyv; rend. András Ferenc; MMA–MNF, Bp., 2019 (Láthatatlan filmtörténet) + DVD

## Forgatókönyvei
- Büntetőexpedíció, 1970
- Hat Brandenburgi verseny, 1970 (filmterv, rendező: Magyar Dezső)
- Archaikus torzó, 1971
- Régi magyar képtár, 1971
- Anyám, 1975
- Radetzky-induló, 1976
- 1964: élményanyag, 1977
- Rosszemberek, 1978
- Csontváry, a festő, 1979
- Mephisto, 1980 (Szabó István rendezővel együtt)
- Lavina, 1980 (filmterv, rendező: Fehér György)
- Rosszemberek, 1981
- Se szó, se törvény, 1981
- A vadász, 1982
- Egy szabad nő, 1982 (filmterv, rendező: Grunwalsky Ferenc)
- Az utolsó őszi tutajokkal, 1982 (filmterv)
- Redl ezredes I.-II. 1983 (Szabó István rendezővel együtt)
- Háromszögtan, 1983
- Hanussen, 1984 (Szabó István rendezővel együtt)
- Der Verdacht (A gyanú, F. Dürrenmatt), 1985
- Budavár visszavívása: A.D. 1686, 1986
- Eszmélet (MTV: háromrészes sorozat József Attiláról), 1987
- Kutyaszív (Bulgakov regényéből), 1988
- Eszmélet, 1989
- Vadon, 1989
- Rembrandt van Rijn (élete és munkássága), 1992
- Károly és Zita, 1993
- Sátántangó, 1994
- Guantanamera, 1995
- A felderítő, 1996
- A fürdőorvos (Csáth Géza élete), 1996
- Magyar kereszt, 2000
- Werckmeister harmóniák, 2000
- Amrita Sher-Gil, 2001
- Római álom, 2002
- Morfium, 2005
- A filmrendező, é. n. (filmterv)
- Éveink órái: jelenetek, é. n. (filmterv)
- Hétfő, mészárszék, é. n. (tv-film, rendező: Kisfaludy András)
- A nyáj, é. n.
- Tizedik emelet, é. n.
- Szinopszis, é. n.
- A Napút deltája, é. n.

## Filmrendezések
- Archaikus torzó, BBS, 1970 (elkészültekor: betiltva)
- Együtthatók, BBS, 1973 (dokumentumokkal kiegészített játékfilm a magyar avantgárd és a hivatalos kultúrpolitika harcáról, benne portré Erdély Miklósról, Halász Péterről, etc. elkészültekor: betiltva, TTT)
- Anyám, MTV, 1975 (elkészültekor: betiltva)
- Nagyvásárcsarnok, MTV, 1993
- Hazám a városban, 2002 (lírai dokumentumfilm a régi és az új Ferencvárosról, Soós Péterrel)

## Díjak, elismerések (válogatás)
- Irodalmi alap nívódíja (1973)
- A Magvető Könyvkiadó Nívódíja (1975)
- József Attila-díj (1976)
- Az Év Legjobb Forgatókönyve (Cannes, 1981)
- Cinema Narrativa-díj (1982)
- Filmkritikusok díja (1983)
- Balázs Béla-díj (1990)
- Magyar Köztársaság Babérkoszorúja díj (2000)
- Alkotói Nagydíj (MAOE, 2001)
- Ferencváros díszpolgára (2001)
- A Magyar Köztársasági Érdemrend lovagkeresztje (2004)
- Kossuth-díj (2014)
- A Nemzet Művésze (2014)
- Prima Primissima díj (2022)

## Származása
| Dobai Péter (Budapest, 1944. aug. 12.) | Apja: Barth Péter (Budapest, 1910. szept. 13. – 1972) | Apai nagyapja: Barth Péter (1873. ápr. 10. – ?) géplakatos segéd                                   | Apai nagyapai dédapja: Barth Péter (Hant, 1845 – Budapest, 1899. aug. 8.)    |
| Dobai Péter (Budapest, 1944. aug. 12.) | Apja: Barth Péter (Budapest, 1910. szept. 13. – 1972) | Apai nagyapja: Barth Péter (1873. ápr. 10. – ?) géplakatos segéd                                   | Apai nagyapai dédanyja: Probst Anna                                          |
| Dobai Péter (Budapest, 1944. aug. 12.) | Apja: Barth Péter (Budapest, 1910. szept. 13. – 1972) | Apai nagyanyja: Karolus Lujza Anna (Eselbach, 1880. márc. 19. – Budapest, 1959. febr. 14.) varrónő | Apai nagyanyai dédapja: Karolus János Jakab                                  |
| Dobai Péter (Budapest, 1944. aug. 12.) | Apja: Barth Péter (Budapest, 1910. szept. 13. – 1972) | Apai nagyanyja: Karolus Lujza Anna (Eselbach, 1880. márc. 19. – Budapest, 1959. febr. 14.) varrónő | Apai nagyanyai dédanyja: Eisele Erzsébet                                     |
| Dobai Péter (Budapest, 1944. aug. 12.) | Anyja: Wlk Klára Anna (Budapest, 1921. febr. 17. – ?) | Anyai nagyapja: Wlk Rezső (Budapest, 1902. márc. 18. – Budapest, 1964. máj. 16.) géplakatos segéd  | Anyai nagyapai dédapja: Wlk István (Nemesliesztó, 1860 – ?) szűcsmester      |
| Dobai Péter (Budapest, 1944. aug. 12.) | Anyja: Wlk Klára Anna (Budapest, 1921. febr. 17. – ?) | Anyai nagyapja: Wlk Rezső (Budapest, 1902. márc. 18. – Budapest, 1964. máj. 16.) géplakatos segéd  | Anyai nagyapai dédanyja: Janovecz Terézia (Valcsa, 1858. szept. 15. – ?)     |
| Dobai Péter (Budapest, 1944. aug. 12.) | Anyja: Wlk Klára Anna (Budapest, 1921. febr. 17. – ?) | Anyai nagyanyja: Karlecz Mária Jozefa (Budapest, 1903. márc. 18. – ?)                              | Anyai nagyanyai dédapja: Karlecz János Antal (Répáshuta, 1861. jan. 18. – ?) |
| Dobai Péter (Budapest, 1944. aug. 12.) | Anyja: Wlk Klára Anna (Budapest, 1921. febr. 17. – ?) | Anyai nagyanyja: Karlecz Mária Jozefa (Budapest, 1903. márc. 18. – ?)                              | Anyai nagyanyai dédanyja: Majoros Mária Anna (Eger, 1867. aug. 5. – ?)       |